# Szkoła policealna

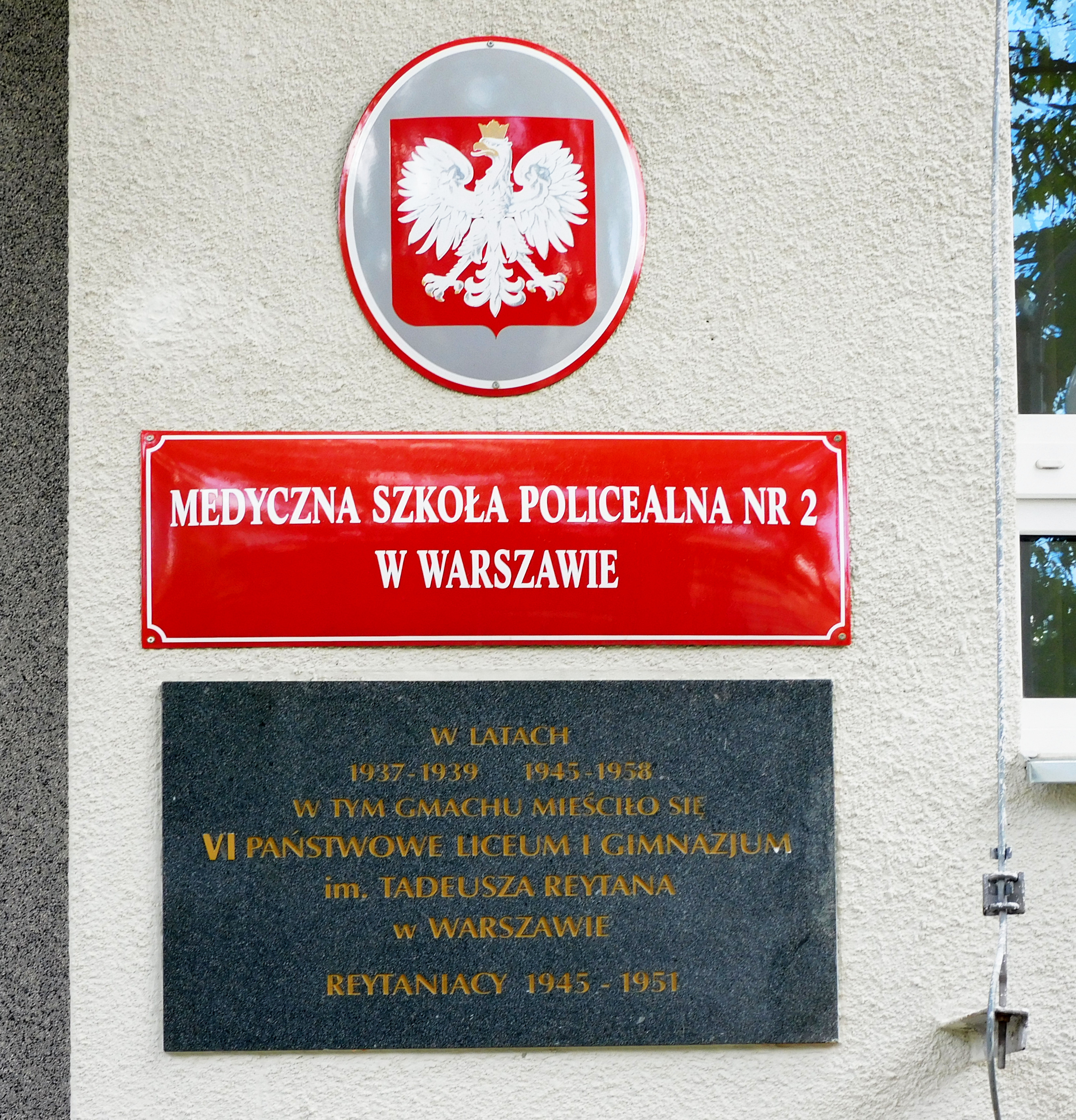
Szkoła policealna

Szkoła policealna (studium policealne) – rodzaj szkoły w polskim systemie edukacji przeznaczona dla absolwentów szkół średnich. Aby zostać przyjętym do szkoły policealnej, konieczne jest posiadanie wykształcenia średniego, ale matura nie jest wymagana.
Wyróżnia się szkoły policealne publiczne, niepubliczne z uprawnieniami szkół publicznych oraz niepubliczne bez uprawnień szkół publicznych. Czas trwania nauki dla poszczególnych zawodów w policealnej szkole z uprawnieniami szkoły publicznej, bądź w szkole policealnej publicznej, określa program Ministerstwa Edukacji i Nauki. Nauka zwykle trwa dwa lata, czyli cztery semestry, chociaż dla niektórych kierunków jest to pięć semestrów (np. technik dentystyczny), trzy semestry (np. technik bezpieczeństwa i higieny pracy) czy nawet dwa (np. florysta). W szkołach policealnych bez uprawnień szkoły publicznej nauka najczęściej trwa jeden rok, czyli dwa semestry.
W szkołach publicznych oraz szkołach z uprawnieniami szkół publicznych absolwenci otrzymują legitymacje m.in. uprawniające do zniżek oraz mogą otrzymywać indeksy. W trakcie oraz na koniec procesu kształcenia słuchacze szkół posiadających uprawnienia szkół publicznych mogą podejść do zewnętrznego egzaminu potwierdzającego kwalifikacje w zawodzie (dawniej: egzaminu zawodowego) i otrzymać świadectwo w danej kwalifikacji, a po zdaniu wszystkich egzaminów w zakresie kwalifikacji wyodrębnionych w danym zawodzie oraz uzyskaniu odpowiedniego poziomu wykształcenia otrzymać dyplom potwierdzający kwalifikacje zawodowe oraz tytuł technika w danym zawodzie lub równoważny na poziomie ISCED 4-5.
Szkoły policealne wydają również zaświadczenia do ZUS i WKU.
Szkoły policealne mogą kształcić w formie kwalifikacyjnych kursów zawodowych, których ukończenie daje prawo przystąpienia do egzaminu potwierdzającego kwalifikacje w zawodzie. W odróżnieniu od formy szkolnej, kwalifikacyjny kurs zawodowy obejmuje programem zakres jednej wybranej kwalifikacji, podczas gdy program nauczania szkoły policealnej obejmuje zakres wszystkich kwalifikacji wyodrębnionych w danym zawodzie.
Zgodnie z Międzynarodową Standardową Klasyfikacją Edukacji, program edukacyjny szkoły policealnej klasyfikowany jest jako ISCED 4-5.
Dyplom ukończenia szkoły policealnej odpowiada poziomowi V Polskiej Ramy Kwalifikacji, zgodnemu z poziomem EQF 5 Europejskiej Ramy Kwalifikacji.